# Iberia Airlines F1
Iberia Airlines F1 fue una escudería privada española de Fórmula 1 fundada por el piloto Emilio de Villota, que compitió con licencia de "concursante internacional" en 7 Grandes Premios en la temporada 1977, logrando clasificarse para dos de ellos, sin puntuar.

## Historia
El piloto español Emilio de Villota había tratado de abrirse paso en el mundo de Fórmula 1, actividad que compaginaba con un empleo ajeno al mundo de la competición. Tras una fugaz aparición en el Gran Premio de España de 1976, en el que no logró clasificarse a los mandos de un Brabham-Ford de RAM Racing, concibió el proyecto de crear una escudería que compitiese con licencia de concursante internacional bajo patrocinio de empresas españolas, sirviéndose para ello de su experiencia como piloto y sus conocimientos en el ámbito comercial.
La aerolínea Iberia puso el patrocino principal a una aventura que habría de comprender 7 Grandes Premios de la temporada europea. Sin infraestructura para el desarrollo de aerodinámica y motor, Emilio de Villota, como piloto y director de la escudería, adquirió un McLaren M23 con motor Ford Cosworth que arrojaba 500 CV de potencia y configuró una plantilla que contaba con seis personas.
En 1977 se permitía la participación de escuderías privadas sin obligación de presentar un mínimo de vehículos o de participar en el conjunto de las carreras de la temporada. Estas escuderías, a menudo en precario, habían de disputar una ronda preclasificatoria previa antes de comparecer a la clasificatoria del sábado, de la que quedaban descalificados todos los vehículos que marcasen tiempos por encima del 24.º mejor. Estas limitaciones y las ventajas otorgadas a las escuderías oficiales, tales como un juego de neumáticos extra antes de la tanda clasificatoria hacían complicada la clasificación para el Gran Premio, algo que Emilio de Villota a los mandos del McLaren conseguiría en los GGPP de España (finalizando 13.º) y Austria (clasificado en 17.ª posición).
El 13.º puesto del Gran Premio de España constituye el mejor resultado obtenido por la escudería y por el propio Emilio de Villota durante sus respectivas trayectorias en Fórmula 1.

## Resultados

### Fórmula 1
(Clave) (negrita indica pole position) (cursiva indica vuelta rápida)

| Año         | Chasis      | Motor                    | Neu. | N.º | Pilotos           | 1   | 2   | 3   | 4   | 5   | 6   | 7   | 8   | 9   | 10  | 11  | 12  | 13  | 14  | 15  | 16  | 17  |
| ----------- | ----------- | ------------------------ | ---- | --- | ----------------- | --- | --- | --- | --- | --- | --- | --- | --- | --- | --- | --- | --- | --- | --- | --- | --- | --- |
| 1977        | McLaren M23 | Ford Cosworth DFV 3.0 V8 | G    |     |                   | ARG | BRA | RSA | USW | ESP | MON | BEL | SWE | FRA | GBR | GER | AUT | NED | ITA | USA | CAN | JPN |
| 1977        | McLaren M23 | Ford Cosworth DFV 3.0 V8 | G    | 36  | Emilio de Villota |     |     |     |     | 13  |     | DNQ | DNQ |     | DNQ | DNQ | 17  |     | DNQ |     |     |     |
| Referencia: |             |                          |      |     |                   |     |     |     |     |     |     |     |     |     |     |     |     |     |     |     |     |     |